# Lijst van planeten uit Stargate
Dit is een overzicht van de bekende planeten uit de sciencefictionfranchise Stargate. Veruit de meeste van deze planeten doen denken aan de aarde. Dit komt doordat enkel op dit soort planeten Stargates werden geplaatst door de Ancients.

## De Melkweg
| Planeet                    | SGC Code                  | Stargate-adres (Chevron) | Notities |
| -------------------------- | ------------------------- | ------------------------ | --- |
| Abydos                     |                           |                          | De planeet die werd bezocht in de originele film, en die geregeerd werd door Ra. Vernietigd door Anubis eind seizoen 6.                                                                 |
| Alaris                     |                           |                          | Planeet gezien in "Window of Opportunity" wanneer Jack aan het golfen is door de stargate                                                                                               |
| Altair                     | P3X-989                   |                          | Harlans thuiswereld, gezien in "Tin Man". |
| Alpha Site                 | 1e: P3X-984, 3rd: P4X-650 | 1e: 3e:                  | Oorspronkelijk de locatie van een onbewoonde wereld, nu een basis voor het geval de Aarde of een van haar bondgenoten geëvacueerd moet worden.                                          |
| Apophis' thuiswereld       |                           |                          | |
| Ardena                     |                           |                          | Nieuwe thuiswereld van de overlevende menselijke beschaving Talthuns. |
| Argos                      | P3X-8596                  |                          | Thuis van de Argosians. |
| Aschen                     | P4C-970                   |                          | Thuis van de Aschen. Werd in 2010 uit SGC’s computer gehaald. |
| Baals Outpost              | P3S-114                   |                          | |
| Bedrosia / Optrica         | P2X-416                   |                          | Thuis van de Bedrosians en de Optricans. |
| Beta Site                  | P3X-984                   |                          | Evacuatieplaats voor de aarde in een alternatieve tijdlijn bezocht door Daniel. |
|                            | BP6-3Q1                   |                          | Planeet van de colossale insecten die Teal'c besmetten in de aflevering Bane. |
| Camelot                    | PX1-767                   |                          | Planeet waar de oude Merlijn oorspronkelijk de heilige graal had verborgen. |
| Cartago                    | P3X-1279                  |                          | In "Cor-ai", moest Teal'c hier voor de rechter verschijnen voor misdaden die hij had gedaan als dienaar van Apophis.                                                                    |
| Castiana / Taoth Vaclarush |                           |                          | Een van twee mogelijke locaties voor Merlijns wapen. |
| Chulak                     |                           |                          | Een thuiswereld van de Jaffa, en de naam van de enige stad op de planeet. Was een bron voor soldaten en slaven van Apophis.                                                             |
| Cimmeria                   | P3X-974                   |                          | Een planeet beschermd door de Asgard. |
| Dakara                     |                           |                          | De landingsplaats van de Ancients (Alterans) toen ze in de Melkweg arriveerden. |
| Delmak (and Ne'tu)         |                           |                          | Delmak was de thuiswereld van Sokar en later ook Apophis. |
| Dar Eshkalon               |                           |                          | Een planeet waar progressieve vrije Jaffa elkaar ontmoeten om hun overhead om te vormen.                                                                                                |
| Earth                      | P2X-3YZ                   | ()                       | Thuiswereld van de Tau’ri (mensen) en de locatie van Stargate Command. |
| Edora                      | P5C-768                   |                          | Thuiswereld van de Edorans. Deze planeet passeert jaarlijks een asteroïdegordel. |
| Enkaran thuiswereld        | Geen                      | Geen Stargate            | Een kleine groep Enkarans werd hiernaartoe gebracht door de Gadmeer. |
| Entac                      |                           |                          | Een primitieve planeet waar volgens Martouf de Tok'ra hun basis hebben verborgen. |
| Erebus                     |                           |                          | Werelden waar de Ha'tak-schepen werden gebouwd door gevangen Jaffa. |
| Euronda                    |                           |                          | Euronda is de thuiswereld van de Eurondans en de Breeders. De Eurondans vermenigvuldigen zich middels klonen. De twee rassen vechten voortdurend om de planeet.                         |
| Gadmeer thuiswereld        |                           |                          | Was bestemd als permanent thuis voor een groep Enkarans gered door SG-1. |
| Hadante                    |                           |                          | Een planeet gebruikt als gevangenis door een ras genaamd de Taldor. De gate op deze planeet heeft geen DHD om ontsnapping onmogelijk te maken.                                          |
| Hak'tyl                    |                           |                          | Thuiswereld van de vrouwelijke Jaffa geleid door Ishta. |
| Hanka                      | P8X-987                   |                          | Een wereld ooit beheerst door de systeemheer Nirrti. De hele populatie van de planeet is uitgeroeid door een virus, behalve Cassandra.                                                  |
| Hathors basisplaneet       |                           |                          | |
| Hebridan                   | P4X-131                   |                          | Thuiswereld van de Hebridans. Een rijke en technologisch geavanceerde planeet. |
| Heliopolis                 | PB2-908                   |                          | De planeet waar Dr. Ernest Littlefield 50 jaar gevangen zat. Bevat een database met kennis over de Ancients, de Asgard, de Furlings, en de Nox. Is momenteel onbereikbaar per Stargate. |
| Jaceks planeet             |                           |                          | De planeet waar Jacek SGC contacteerde om een deal met hen te maken voor asiel op aarde.                                                                                                |
| Juna                       | P3X-729                   |                          | Een planeet voorheen onder controle van Heru-ur. Bevrijd door SG-1 en hun robotische tegenhangers in de aflevering "Double Jeopardy".                                                   |
| K'Tau                      | P39-865                   |                          | Een planeet beschermd door de Asgard. |
| Kallana                    |                           |                          | Een planeet bezocht door een Prior. Werd veranderd in een miniatuur-zwart gat om de Supergate aan te drijven.                                                                           |
| Kheb                       | P9C-292                   |                          | In de aflevering "Maternal Instinct" was Kheb de thuiswereld van de Ancient Oma Desala.                                                                                                 |
| Kresh'ta                   |                           |                          | Een planeet waar Teal'c en Bra'tac werden overvallen door de Goa'uld-systeemheren. |
|                            | KS7-535                   |                          | Bevroren planeet waar Carter Anubis heenstuurde in kolonel Alexi Vaselovs lichaam. |
| Land of Light              | P3X-797                   |                          | Planeet die voor SGC vluchtelingen opving. |
| Langara                    | P9Y-4C3                   |                          | Thuiswereld van Jonas Quinn, veroverd door de Ori. |
| Latona                     | P2A-018                   |                          | Een planeet met een krachtig wapen ontwikkeld door de ancient Latonans. |
| Linvris-planeet            | PY3-948                   |                          | De planeet waar de Goa'uld Linvris werd gevonden. |
|                            | M4C-862                   |                          | Planeet gezien in "Prodigy". |
| Madrona                    |                           |                          | Thuiswereld van de Madronans. Het weer op de planeet wordt beheerst met de Touchstone.                                                                                                  |
| Martins planeet            | B30-255                   |                          | |
| Nasya                      | P3X-382                   |                          | Thuiswereld van de Nasyans. Hier verborgen de Tok'ra zich voor de Goa'uld. |
| Nirrti's stronghold        |                           |                          | Een planeet waar een groep van vrije Jaffa heen werd gestuurd voor een zelfmoordmissie door K'Tano.                                                                                     |
| Nox thuiswereld            | P3X-774                   |                          | Thuiswereld van de Nox. |
| Oannes                     | P3X-866                   |                          | Thuiswereld van een amfibisch ras genaamd de Oannes. Een waterige planeet met kleine vulkanen.                                                                                          |
| Off-world-basis            |                           |                          | Was de basis voor de NID-agenten die buitenaardse technologie stalen. |
| Orban                      |                           |                          | Thuiswereld van de Orbanians. |
| Pangar                     |                           |                          | Thuiswereld van de Pangarans. Werd ooit geregeerd door Ra, en later door Shakran. |
|                            | P1-269                    |                          | Planeet gezien op een lijst in de aflevering The Enemy Within. |
|                            | P2A-347                   |                          | De planeet waar een Talthunsianschip neerstortte in de aflevering "Lifeboat". |
|                            | P2A-870                   |                          | De wereld waar de Stargate uitkwam na te zijn losgebroken van de zwarte gat-planeet (P3W-451).                                                                                          |
|                            | P2X-338                   |                          | De planeet waar het Oog van Tiamat was verborgen. |
|                            | P2X-555                   |                          | De planeet waar het SG-1 team eigenlijk heenwilde in de aflevering "1969" |
|                            | P3-110                    |                          | Planeet gezien op de lijst in de aflevering The Enemy Within. |
|                            | P5-9950                   |                          | Planeet gezien op de lijst in de aflevering The Enemy Within. |
|                            | P3-575                    |                          | Een van de eerste twee planeten genoemd door SGC. Werd aangevolen door Captain Carters team als mogelijke bestemming voor SG-1’s eerste missie.                                         |
|                            | P3A-577                   |                          | Planeet genoemd als een mogelijke bestemming voor SG-1’s eerste missie. |
|                            | P3R-233                   |                          | Ook bekend als P3X-233. |
|                            | P3R-272                   |                          | De planeet waar de eerste Ancient repository of knowledge werd gevonden. |
|                            | P3S-452                   |                          | Een Goa'uld-planeet. |
|                            | P3W-451                   |                          | Onderdeel van een binair system. Leven op de planeet is recentelijk uitgestorven. |
|                            | P3K-546                   |                          | De planeet waar SG-1 heenreist aan het eind van Stargate: The Ark of Truth |
|                            | P3X-116                   |                          | Planeet waar Teal'c wraak nam door Tanith te vermoorden. |
|                            | P3X-118                   |                          | Planeet waar de "Foothold" invasie begon. |
|                            | P3X-234                   |                          | De planeet waar SG-1 naar ontsnapt na te zijn gevlucht uit het door de Replicators gekaapte schip Beliskner.                                                                            |
|                            | P3X-421                   |                          | De planeet waar de eerste Prior van de Ori arriveerde. |
|                            | P3X-439                   |                          | De planet waar kol. Jack O'Neill de Repository of the Ancients gedownload kreeg in zijn hersenen.                                                                                       |
|                            | P3X-513                   |                          | Een planeet met een hoog gehalte aan ultraviolette straling. |
|                            | P3X-562                   |                          | Planeet waar de SG-1 een levensvorm vond gebaseerd op kristal. |
|                            | P3X-584                   |                          | De planeet waarop SG-1 een menselijke kloon van Anubis vond. |
|                            | P3X-888                   |                          | Thuiswereld van de Goa'uld en de Unas. |
|                            | P3Y-229                   |                          | Locatie van de Battle of P3Y-229, waar de Ori voor het eerst de melkweg aanvielen. |
|                            | P4G-881                   |                          | De planeet waar de orb aliens heen werden gestuurd in “Message in a Bottle”. |
|                            | P4X-234                   |                          | De planeet waar SG-1 Thors schip ontvluchtte. |
|                            | P4X-639                   |                          | De planeet waar de Ancients hun tijdapparaat hadden staan. |
|                            | P5S-117                   |                          | Een van Baals planeten voor het vinden van Naquadah. |
|                            | P7S-441                   |                          | De planeet waar SG-1 de Reol ontmoette. |
|                            | P7X-377                   |                          | Thuiswereld van de kolossale aliens. |
|                            | P8X-412                   |                          | Een planeet waar Vala Mal Doran een winkel vol schatten had van toen ze nog Quetsh was.                                                                                                 |
|                            | P9C-372                   |                          | Een planeet uit de bibliotheek van de Ancients. |
|                            | P9X-391                   |                          | Een planeet waar een wetenschappelijke buitenpost van de Ancients was gelokaliseerd. Hier vond SGS een apparaat om wezens uit een andere dimensie te kunnen zien.                       |
|                            | PB5-926                   |                          | Hier zag SG-1 Apophis' deathglider neerstorten, waarna hij om hun hulp vroeg. |
|                            | PX9-757                   |                          | Planeet waar SG-1 heen ging om Apophis' nieuwe prototypemoederschip te saboteren. |
| Praclarush Taonas          |                           |                          | Hier vond SG-1 zijn eerste Zero Point Module. |
| Reetalia                   | P6S-2031                  |                          | Thuiswereld van de Re'tu. |
| Revanna                    |                           |                          | Primaire basis van de Tok'ra, aangevallen door Lord Zipacna op bevel van Anubis. |
| Sahal / Valos Cor          |                           |                          | Een van de mogelijke locaties van Merlijns Oriwapen. |
| Salish planet              | PXY-887                   |                          | Een planeet bewoond door indianen, beschermd tegen de Goa'uld door een ras van aliens genaamd Spirits.                                                                                  |
| Sarita                     |                           |                          | Een planeet uit het Tollanzonnesysteem. |
| Simarka                    | P3X-593                   |                          | |
| Sodan Homeworld            | P9G-844                   |                          | Thuiswereld van een legendarisch ras van Jaffa genaamd de Sodan. |
|                            | P5C-353                   |                          | Planeet van de Orb aliens. |
|                            | P6X-437                   |                          | De planeet waar SG-3 een prior ontmoette die een bericht had voor de aarde. |
| Tartarus                   |                           |                          | Thuiswereld van de Kull Warriors. |
| Desert Tok'ra base         | P34-353J                  |                          | |
| Talthus                    |                           |                          | Originele thuiswereld van de Talthuns. |
| Tiernod                    | PX3-595                   |                          | Een planeet met een Asgard camouflageapparaat waarmee de bewoners zich onzichtbaar maken vor de Goa'uld.                                                                                |
| Tobin                      |                           |                          | Thuiswereld van de uitgestorven Tobin. |
| Tollan                     | P3X-7763                  |                          | De originele thuiswereld van de Tollan. Is inmiddels onleefbaar. |
| Tollana                    | P4X-377                   |                          | De tweede thuiswereld van de Tollen, tot aan hun vernietiging. Had oorspronkelijk geen Stargate, maar de Tollen bouwden er zelf een.                                                    |
| Unity's planet             | P3X-562                   |                          | De planeet waar SG-1 een ras van kristalwezens vond. |
| Urgo's Planet              | P4X-884                   |                          | Planeet waar SG-1 de buitenaardse kunstmatige intelligentie Urgo ontmoette. |
| Vagonbrei / Verus Gen Bree |                           |                          | Een van de drie planeten waar Arthur en zijn ridders naar de Sangraal zochten. |
| Velona                     | P3X-636                   |                          | Deze planeet was het thuis van de Ancient Orling. |
| Vis Uban                   | P4T-3G6                   |                          | Jonas Quinn dacht dat hier de “verloren stad” te vinden was. Hier zou de kroonjuweelstad van de Ancients gebouwd worden, maar een virus roeide alle ancients hier uit.                  |
| Volian                     | P3A-194                   |                          | Thuiswereld van de Volian Union. Het merendeel van hun populatie is gesteriliseerd door de Aschen.                                                                                      |
| Vorash                     |                           |                          | Voorhen de locatie van een Tok'ra basis. |
| Vyus                       | P2Q-463                   |                          | Thuiswereld van de Vyans. |
|                            | P9J-333                   |                          | Een planeet waar slakachtige wezens gerelateerd aan de camouflagetechike van de Sodan werden gevonden.                                                                                  |
|                            | P2R-866                   |                          | Tweede planeet waar de camouflagewezens werden gevonden. |
|                            | PJ2-445                   |                          | De met flora overwoekerde planeet waar SG-1 een bezoek aan bracht in One False Step. |
|                            | P3X-595                   |                          | Werd genoemd in de aflevering Emancipation. |
|                            | P4M-399                   |                          | Een kleine planeet aan de rand van de melkweg, waar SG-6 heen ging om het team in Atlantis te waarschuwen geen poort naar de aarde te openen.                                           |

## Pegasusmelkweg
De pegasusmelkweg is een dwergsterrenstelsel waarin de serie Stargate Atlantis plaatsvindt.
| Planeet           | SGC code | Stargate adres | Notities |
| ----------------- | -------- | -------------- | --- |
| Athos             |          |                | Thuiswereld van de Athosians, en de eerste planeet bezocht door het Atlantisteam.                                                                             |
| Lantea (Atlantis) | ATL-984  |                | Planeet waar Atlantis zich bevindt in de eerste drie seizoenen van de serie. Sinds Atlantis is verplaatst komt op deze planeet geen stargate meer voor.       |
| Asuras            | M7R-227  |                | Thuiswereld van de Asurans. Was rijk aan neutronium. Planeet werd vernietigd samen met het grootste gedeelte van de Replicator Nanites* in de Pegasusmelkweg. |
| Ballkan           |          |                | Planeet van een menselijke beschaving die nog in de middeleeuwen leeft.                                                                                       |
| Belsa             |          |                | Een planeet waar sommige van de Satedan-overlevenden heen gingen.                                                                                             |
| Dagan             |          |                | Een oude Atlantische buitenpost, nu bewoond door een groep van religieuze zealots.                                                                            |
| Genii planet      |          |                | Tuiswereld van de Genii. |
| Hoff              |          |                | Thuiswereld van de Hoffan. |
| Lucius' Planet    |          |                | Thuiswereld van de Lucius Luvin. |
| Manaria           |          |                | Een planeet waar sommige van de Satedan-overlevenden heen gingen.                                                                                             |
| New Athos         |          |                | De nieuwe Athosian-nederzetting, opgebouwd na de korte terugkeer van de Ancients.                                                                             |
|                   |          |                | Een bevestigde basis van de Wraith. |
|                   | M1B-129  |                | De planeet waar Maj Leonards team slachtoffer werd van de Wraith.                                                                                             |
|                   | M1K-439  |                | "Planet Waterfall", zoals Lt. Ford hem noemde in de aflevering The Siege (Part 1).                                                                            |
|                   | M12-578  | Geen stargate  | De locatie waar Atlantis naartoe zou worden gebracht. Bevat een grote oceaan zonder leven.                                                                    |
|                   | M2R-441  |                | De planeet van waar "Todd" de wraith contact maakte met Atlantis in The Seer.                                                                                 |
|                   | M34-227  |                | Dit was de planeet van waar de gekloonde Wier contact zocht met Atlantis in This Mortal Coil . Er is ook een buitenpost bemand door Maj.                      |
| (Atlantis)        | M35-117  |                | De planeet waar Atlantis sinds seizoen 4 te vinden is. Voordat Atlantis arriveerde had deze planeet geen Stargate.                                            |
|                   | M2R-441  |                | Een planeet waar de Pegasus Replicators een Wraithnederzetting hebben vernietigd.                                                                             |
|                   | M3A-716  |                | Een planeet vlak bij de Gate Bridge. |
|                   | M3B-242  |                | Een planeet vlak bij de Gate Bridge. |
|                   | M3D-293  |                | Een planeet vlak bij de Gate Bridge. |
|                   | M3E-265  |                | Een planeet vlak bij de Gate Bridge. |
|                   | M3R-428  |                | Een planeet waar Sheppards team een niet gebruikte ruimtestargate vond.                                                                                       |
|                   | M3X-387  |                | De planeet met kristalachtige wezens die hun slachtoffers vermoorden door hun dromen te infecteren.                                                           |
|                   | M4X-337  |                | Een planeet waar een energiewezen heengestuurd werd. |
|                   | M4F-788  |                | Een planeet aan de rand van de Pegasusmelkweg, onderdeel van een intergalactische Gate Bridge.                                                                |
|                   | M5S-224  |                | De planeet waar de leden van het Atlantisteam de “mist”wezens tegenkwamen.                                                                                    |
|                   | M5S-768  |                | Een planeet waar de Pegasus Replicators een pre-industrialistische beschaving uitroeiden als onderdeel van hun plan om de Wraith te vernietigen.              |
|                   | M6H-491  |                | Een planeet waar Lucius Lavin verblijft. |
|                   | M6R-214  |                | Bevat volgens rapporten het puin van twee Replicatorschepen die hier zijn neergestort.                                                                        |
|                   | M6R-125  |                | Een planeet vlak bij de Gate Bridge. |
|                   | M6R-867  |                | Een planeet gebruikt toen de Genii Shepart, McKay en enkele mariniers vingen.                                                                                 |
|                   | M7G-677  |                | Een planeet bewoond door kinderen. |
|                   | M8R-129  |                | Een planeet met een door ijs bedekte ocean. |
| Olesia            |          |                | Thuiswereld van de Olesian. |
|                   | P3M-736  |                | De wereld waar Ronon Dex voor het eerst John Sheppard ving.                                                                                                   |
| Proculus          |          |                | De wereld die werd beschermd door de Ancient Chaya Sar. |
| Sateda            | P3R-534  |                | De bevolking van Sateda voerden een oorlog tegen de Wraith, die zij uiteindelijk hadden verloren en de thuiswereld van Ronon Dex.                             |
| Taranis           |          |                | Een wereld waar de Stargate zich in een supervulkaan bevond.                                                                                                  |

## Idamelkweg
| Planeet | SGC code | Stargate adres | Notities |
| ------- | -------- | -------------- | --- |
| Halla   |          |                | Een Asgard-gevangenisplaneet voor Replicators.                                                                                       |
| Orilla  |          |                | Asgards nieuwe thuiswereld. Werd de nieuwe thuisplaneet van de Asgard na de evacuatie van Othala. De planeet is rijk aan neutronium. |
| Othala  |          |                | de originele Asgard-thuiswereld. |

## Orimelkweg
| Locatie  | SGC Code | Stargate Adres | Notities                                                                                            |
| -------- | -------- | -------------- | --------------------------------------------------------------------------------------------------- |
| Celestis |          |                | Hoofdstad van de Ori, ook wel bekend als de "City of the Gods". Wordt omgeven door een ondiep meer. |
| Ver Eger |          |                | Een dorp op een planeet in de Orimelkweg. Werd gezien in "Origin".                                  |
| Ver Isca |          |                | Een dorp in de Orimelkweg                                                                           |